# Abbevillien

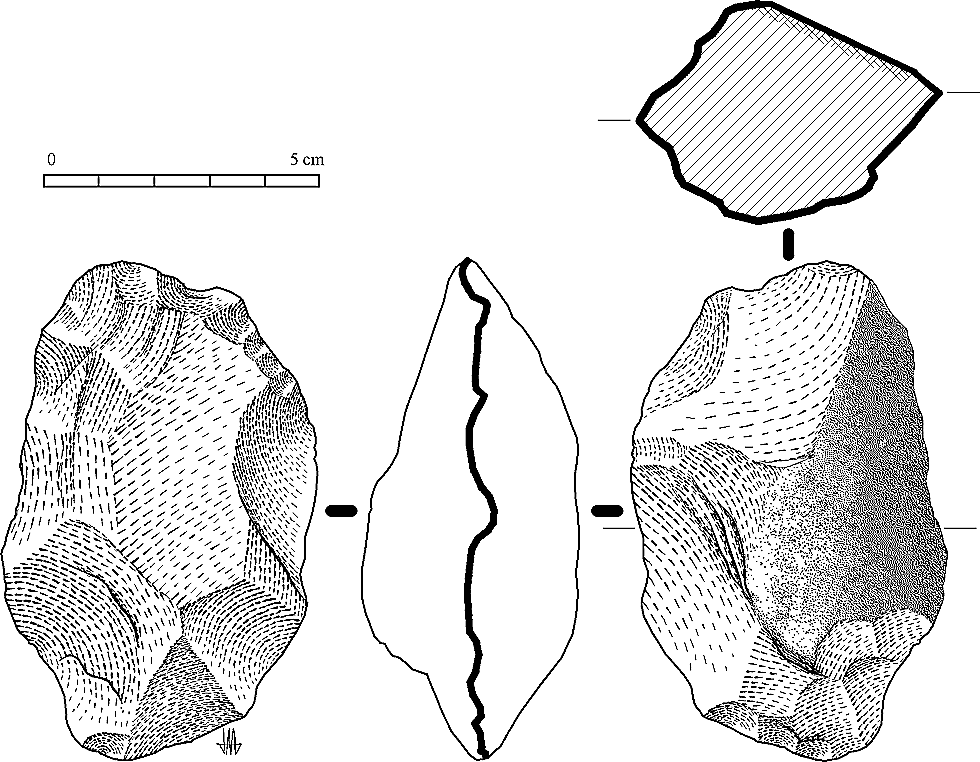
Faustkeil der Abbevillien-Epoche

Das Abbevillien (Aussprache [abəvɪˈli̯ɛ̃ː], veraltet auch Chelléen [ʃɛleˈɛ̃ː]) ist die Bezeichnung für die älteste so genannte Faustkeil-Industrie in Europa. Sie datiert zwischen ca. 600.000 und 400.000 Jahren vor heute und gehört damit in die Altsteinzeit, des erdgeschichtlichen älteren Mittelpleistozän. Die ältesten Faustkeilfunde sind auf Afrika beschränkt und ca. 1,5 Millionen Jahre alt. Dort wurde der Terminus Abbevillien jedoch nicht verwendet.
Die Bezeichnung geht auf den Fundort in einer Kiesgrube bei Abbeville in Frankreich zurück. Hier fand der lokale Hobbyforscher Jacques Boucher de Perthes seit den 1840er Jahren die ersten als solche erkannten, grob gearbeiteten Faustkeile. 1858 bestätigte der schottische Geologe Hugh Falconer die Authentizität der Sammlung.
Der von der Typuslokalität abgeleitete Begriff Abbevillien wurde erst 1932 von Henri Breuil eingeführt, der das Abbevillien als älteste archäologische Kultur Westeuropas ansah. Die nachfolgende Faustkeilkultur des Acheuléen wurde von  Breuil als höher entwickelte Stufe angesehen und ihr Beginn vor ca. 300.000 Jahren angesetzt. Neuere Forschungen haben diese Abfolge widerlegt, da eine graduelle Entwicklung der Faustkeilformen nicht haltbar ist. So werden im südenglischen Boxgrove seit den 1990er-Jahren perfekt hergestellte Faustkeile gefunden, die in die späte Cromer-Warmzeit datieren und daher mindestens 500.000 Jahre alt sein müssen. Diese hätte man ohne die gesicherte zeitliche Einordnung stilistisch in das entwickelte Acheuléen gestellt. Die Funde von Boxgrove widerlegen damit die evolutionistische Vorstellung eines Abbevilliens als Vorstufe des Acheuléens.
Das Tal der Somme im Bereich der Fundstellen von Abbeville zeigt eine Reihe von Flussterrassen (zwei obere, eine mittlere und zwei untere). In der zweitobersten Terrasse, die der Elster-Kaltzeit bzw. Mindel-Kaltzeit zugewiesen wird, ist gegen Ende des 20. Jahrhunderts eine reiche Fauna gefunden worden. Warmzeitliche Arten (Europäischer Waldelefant, Südelefant, Etruskisches Nashorn) wie auch seit langem ausgestorbene Arten (Machairodus) deuten jedoch auf eine Umlagerung des Fundbestandes, wodurch die Zuverlässigkeit der Datierung eingeschränkt ist. Mit den Tierknochen assoziiert wurde eine Vielzahl von Werkzeugen gefunden.